# Two Out of Three Ain’t Bad
A Two Out of Three Ain't Bad Bonnie Tyler első és egyetlen Meat Loaf feldolgozása amely az 1995/1996-ban megjelent Free Spirit című albumán kapott helyet. Középlemez és CD single formátumban 1996 októberében került a boltok polcaira korlátozott példányszámban. Producer, Jim Steinman. A felvételt New Yorkban rögzítették 1995 januárjában és júliusában.

## A dalról
A dal először 1977-ben jelent meg Meat Loaf, Bat out of Hell című lemezén. Zene és szöveg Jim Steinman munkája. Meat Loaf már akkoriban sikerre vitte a dalt és máig ez az egyik legszebb szerelmes balladája ami a Billboard listán a 11. helyet foglalta el. 
1995-ben Bonnie Tyler Free Spirit című lemezére lett újrahangszerelve a nóta. Jim Steinman és Steven Rinkoff csinált a lágy, 5 és fél perces soft-rock balladából egy majd 9 perces disco-pop remixet. A dal Bonnie előadásában felkerült a brit toplistára 18 évvel első megjelenése után.
Az USA részére készült promóciós LP kislemezen lévő remixeket az Atlantic Records megbízásából Ralphi Rosario mixelte.

## A produkció
- Író: Jim Steinman
- Producer: Jim Steinman
- Co-producer: Steven Rinkoff
- Publikálta: Manuscript/Copyright Control
- Zenei vezető: Jim Steinman, Jeff Bova
- Billentyűk és programozás: Jeff Bova
- Dobok: Jimmy Bralower
- Gitár: Eddie Martinez
- Vokál: Fonzi Thornton, Curtis King, Robin Clark, Tawatha Agee
- Felvételek: The Hit Factory New York
- Hangmérnök: Steven Rinkoff, Dan Gellert
- Rendező asszisztens: Scott Austin, Tony Black
- Produkciós koordinátor: Don Ketteler
- Mix: Tony Philips (The Hit Factorry New York
- Steinman asszisztense: Charles Vasoll
- Masterizálás: Ted jensen, Sterling Sound New York

## Kislemez

### Two Out of Three ain’t Bad CD-single
- Európa

| # | Dalcím                                     | Zeneszerző   | Producer     | Hossz |
| - | ------------------------------------------ | ------------ | ------------ | ----- |
| 1 | Two Out of Three ain’t Bad (Radio Version) | Jim Steinman | Jim Steinman | 3:59  |
| 2 | Two Out of Three ain’t Bad (Album Version) | Jim Steinman | Jim Steinman | 8:45  |
| 3 | Two Out of Three ain’t Bad (Kobe Edit)     | Jim Steinman | Jim Steinman | 4:35  |

### Two Out of Three ain’t Bad ’12 (Ralphi Rosario Remixes)
- USA

| #   | Dalcím                                                | Zeneszerző   | Producer     | Mix            | Hossz |
| --- | ----------------------------------------------------- | ------------ | ------------ | -------------- | ----- |
| 1/A | Two Out of Three ain’t Bad (Radio Version)            | Jim Steinman | Jim Steinman | Jim Steinman   | 4:35  |
| 2/A | Two Out of Three ain’t Bad (Ralphi's Cha Cha Dub Mix) | Jim Steinman | Jim Steinman | Ralphi Rosario | 4:20  |
| 3/A | Two Out of Three ain’t Bad (Ralphi’s Soft Dub Mix)    | Jim Steinman | Jim Steinman | Ralphi Rosario | 5:40  |
| 1/B | Two Out of Three ain’t Bad (Ralphi's Extended Vox)    | Jim Steinman | Jim Steinman | Ralphi Rosario | 7:11  |
| 2/B | Two Out of Three ain’t Bad (Ralphi’s Tribal Beats)    | Jim Steinman | Jim Steinman | Ralphi Rosario | 6:03  |

## Toplista
| Chart      | Legjobb helyezés |
| ---------- | ---------------- |
| UK Airplay | 10               |

## Hivatkozás
- Allmusic
- AT
- CH
- GER
- UK
- Charts All Over World singles sales or airplay
- NO